# Gaibiel
Gaibiel é um município da Espanha na província de Castelló, Comunidade Valenciana. Tem 18,1 km² de área e em 2021 tinha 186 habitantes (densidade: 10,3 hab./km²).

## Demografia
| Variação demográfica do município entre 1991 e 2004 | Variação demográfica do município entre 1991 e 2004 | Variação demográfica do município entre 1991 e 2004 | Variação demográfica do município entre 1991 e 2004 |
| --------------------------------------------------- | --------------------------------------------------- | --------------------------------------------------- | --------------------------------------------------- |
| 1991                                                | 1996                                                | 2001                                                | 2004                                                |
| 227                                                 | 217                                                 | 200                                                 | 197                                                 |